# Kościół Wniebowzięcia Najświętszej Maryi Panny w Dingli
Kościół parafialny Wniebowzięcia Najświętszej Maryi Panny (malt. Knisja Parrokkjali ta' Santa Marija Assunta, ang. Parish Church of the Assumption of the Blessed Virgin Mary into Heaven) – rzymskokatolicki kościół parafialny w Dingli na Malcie, poświęcony Wniebowzięciu Najświętszej Maryi Panny. Został zbudowany w różnych etapach w latach 1903–1973 na miejscu wcześniejszego kościoła, powstałego w latach 1678–1680.

## Historia
Zanim Dingli zostało założone jako wieś, istniała na tym terenie osada znana jako Ħal Tartarni, która została uznana za parafię w 1436. W Ħal Tartarni znajdował się niewielki kościół parafialny św. Dominiki, ale osada została później opuszczona, a w 1539 jej parafia została zniesiona i wchłonięta przez parafię św. Pawła w Rabacie.
W pobliżu zaczęła się rozwijać wieś Dingli, a podczas wizyty w 1575 Pietro Dusina odnotował, że we wsi znajdował się kościół parafialny pod wezwaniem Wniebowzięcia Matki Bożej, chociaż wydaje się, że był on wciąż podporządkowany parafii w Rabacie. Po wizycie w wiosce w 1615 biskup Baldassare Cagliares podjął starania o przywrócenie Dingli statusu parafii. Kiedy w latach siedemdziesiątych XVII wieku stanowisko biskupa Malty było nieobsadzone, wikariusz generalny Gann Anton Cauchi cofnął ten status, ale wieś została oficjalnie uznana za parafię przez biskupa Miguela Jeronimo de Molinę w dniu 31 grudnia 1678, i jest nią od tamtego czasu.
Budynek pierwszego kościoła został zbudowany około XV lub XVI wieku, przebudowany został w 1605. Po przywróceniu statusu parafii w 1678 kościół został powiększony staraniem proboszcza Rajmonda Mifsuda, prace te zakończono około 1680. Pod koniec XIX wieku kościół stał się zbyt mały dla rosnącej populacji, i około 1900 proboszcz Franġisk Muscat zaczął myśleć o budowie nowego kościoła.
Nowy kościół, w formie krzyża łacińskiego, został zaprojektowany przez architekta Franġisku Zammita. Budowę rozpoczęto w 1903 na miejscu poprzedniego kościoła, a nowy budynek został zbudowany z lokalnego wapienia wydobywanego z obszaru znanego jako Ta' Wirxina. Wapień używany do wykonania motywów rzeźbiarskich sprowadzano także z innych wiosek, m.in. z Mqabby. Prace sfinansował Karmenu Bugeja, a większość prac na zasadzie dobrowolności wykonywali w niedziele mężczyźni mieszkający w Dingli. 

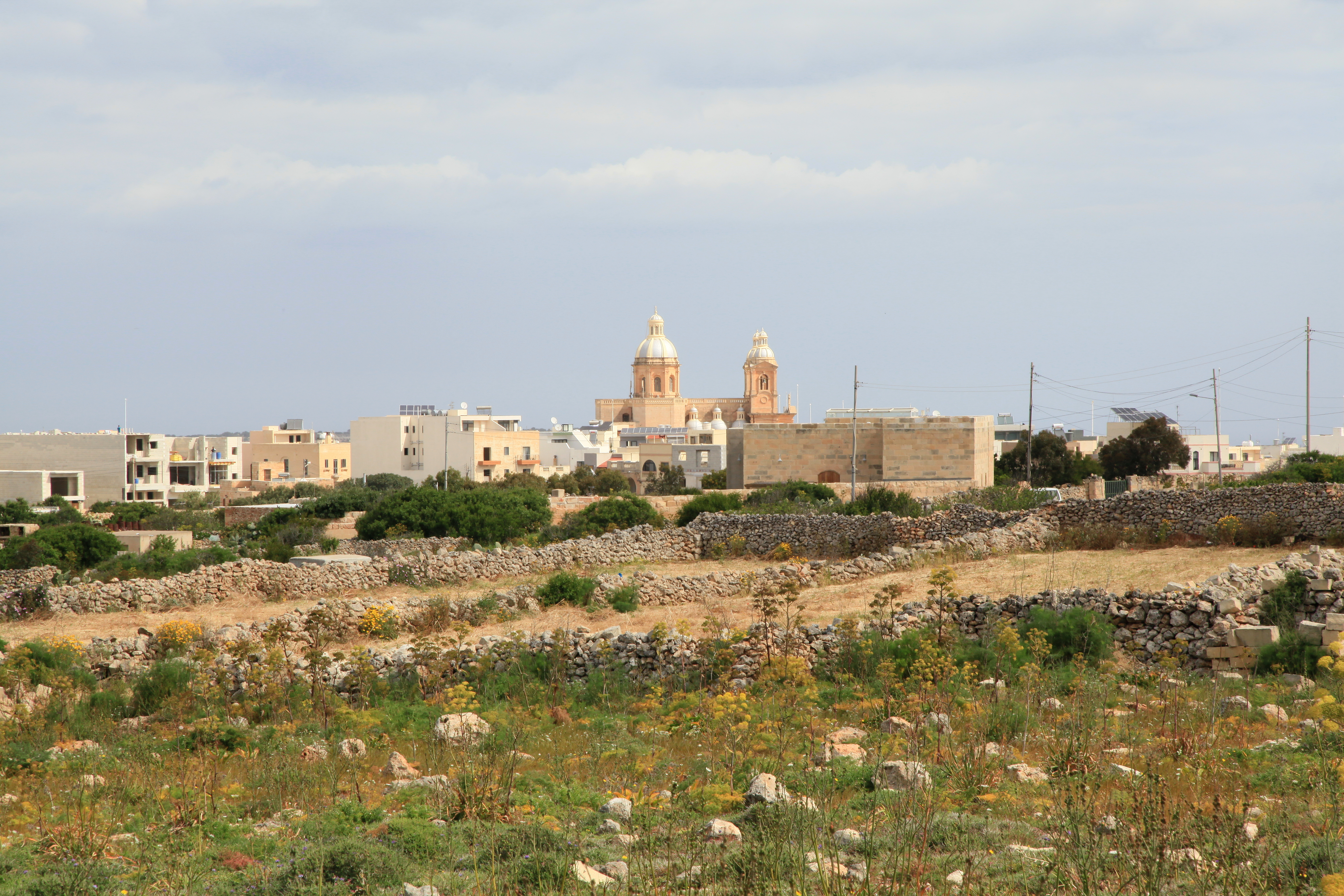
Kopuła kościoła i jego wieże dominują w krajobrazie Dingli

W 1908 kościołowi zostało ponownie nadane wezwanie, zaś formalnie został poświęcony przez biskupa Gozo Mikiela Gonziego 26 marca 1939. Budowa części budynku została niedokończona, a w latach 50., po pojawieniu się pewnych uszkodzeń strukturalnych, o zaplanowanie potrzebnych zmian w budowli poproszony został architekt Ġużè Damato. W 1957 jego plany zostały przedłożone Gonziemu (wówczas już arcybiskupowi Malty), który je zatwierdził.
Damato zaprojektował boczne kaplice, dzwonnice i dokonał poważnych zmian w fasadzie, w tym dobudował portyk. Po zakończeniu tych prac architekt Italo Raniolo zaprojektował kopułę. Prace nad kopułą rozpoczęto 14 listopada 1969, a zakończono 15 lipca 1973, a w jej budowie uczestniczyli okoliczni mieszkańcy. 9 sierpnia 1975 arcybiskup Gonzi dokonał inauguracji i pobłogosławienia kopuły.

## Architektura

### Kościół z XVII wieku
Kościół zbudowany w latach 1678–1680 miał wymiary około 7,5 m x 15 m. Było w nim pięć ołtarzy i mała zakrystia, i miał jedną małą dzwonnicę.

### Obecny kościół

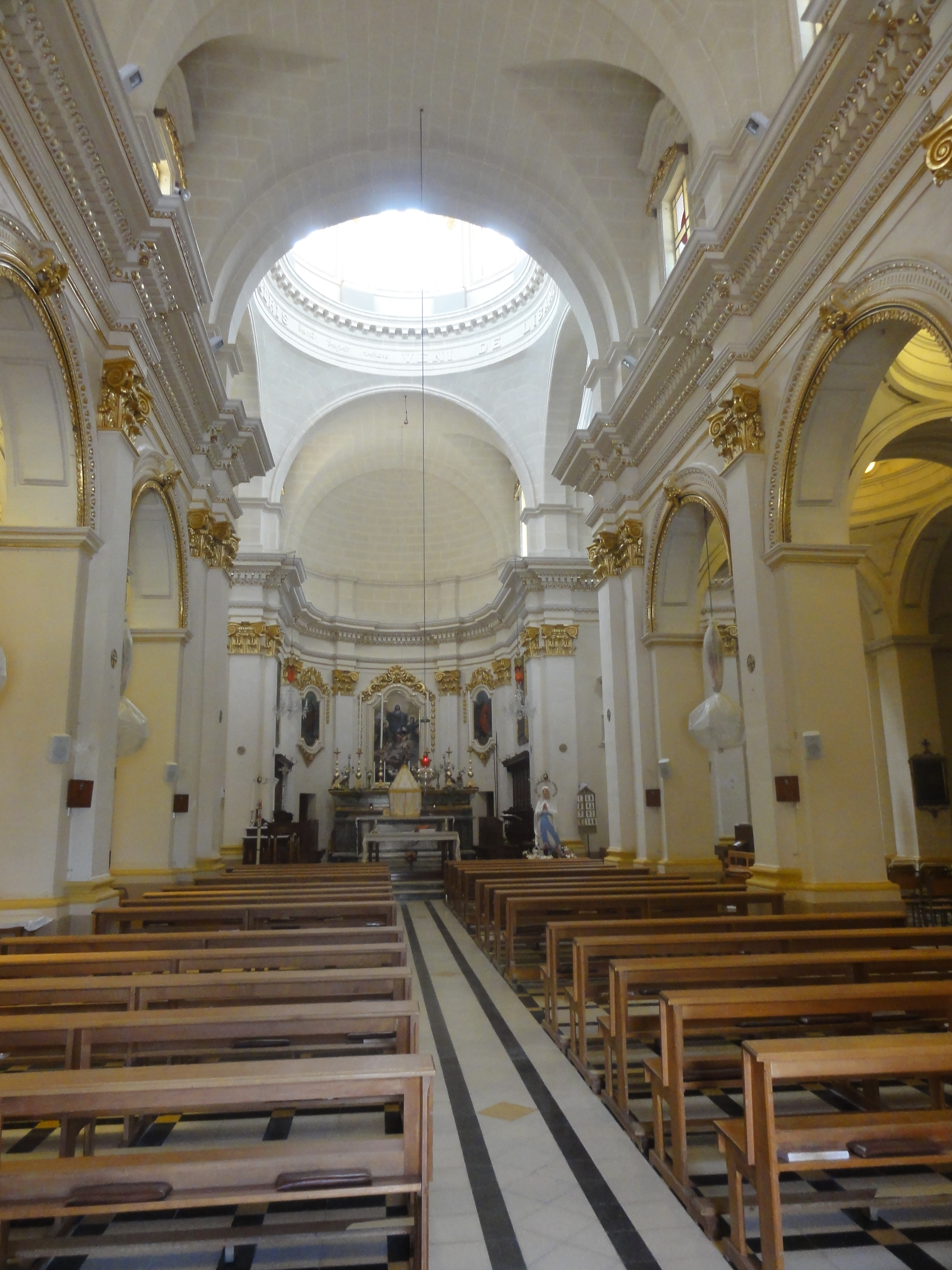
Wnętrze kościoła (2012)

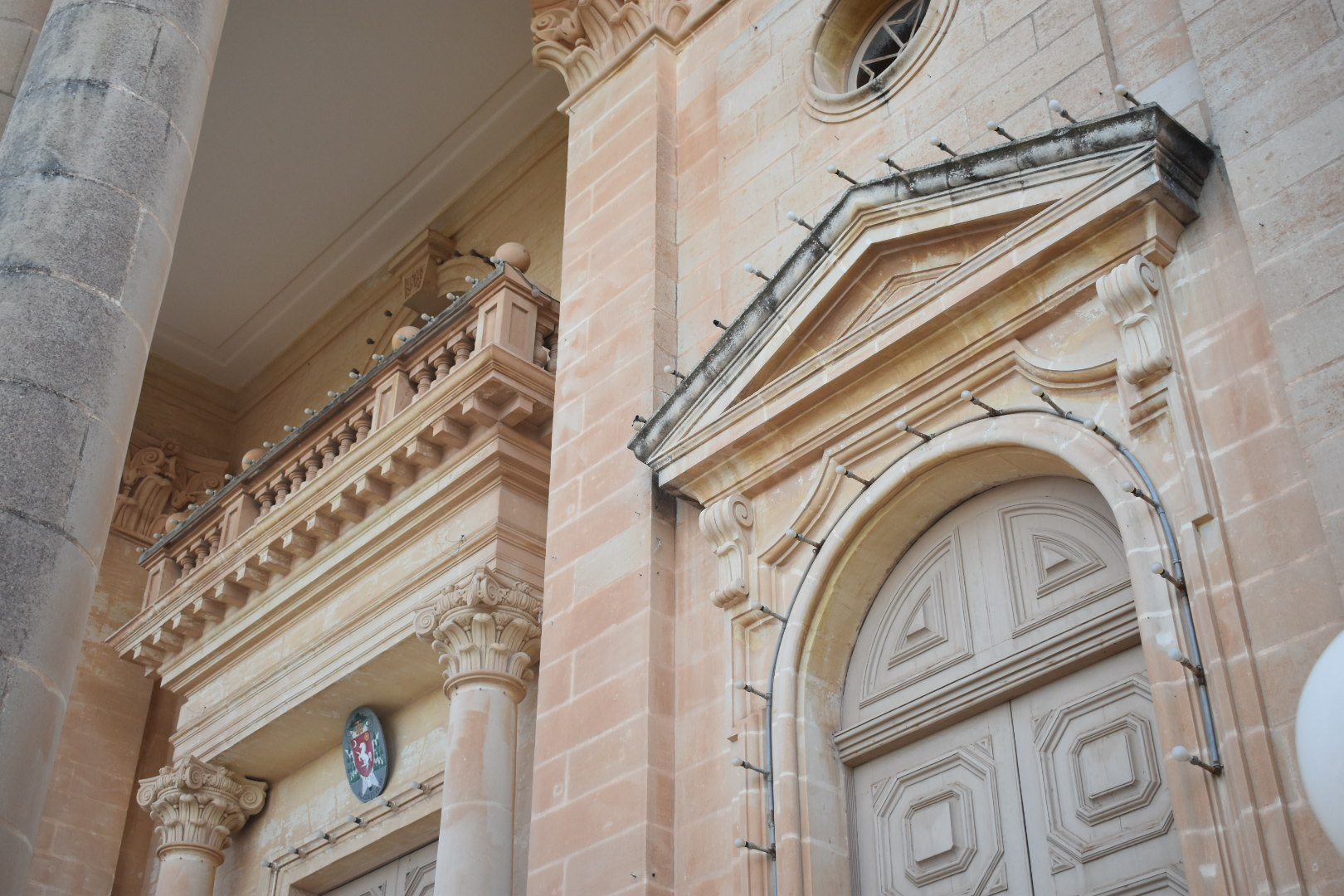
Balkon nad wejściem głównym oraz jedno z wejść bocznych

Obecny kościół zbudowany został na planie krzyża. Jego zewnętrzne wymiary to ok. 34 m x ok. 23 m, szerokość nawy wynosi ok. 7,6 m. Kościół wieńczy kopuła wsparta na betonowym bębnie. Przed kościołem znajduje się owalny plac.
W fasadzie dominuje portyk, który składa się z trójkątnego frontonu, spoczywającego na dwóch parach kolumn wspartych na cokołach. Główne drzwi znajdujące się pod portykiem obramowane są również parą kolumn podtrzymujących balkon z balustradą. Po obu stronach głównego wejścia znajdują się boczne drzwi, zwieńczone naczółkami i małymi okrągłymi oknami. W wyższych kondygnacjach fasady znajdują się dwie dzwonnice zwieńczone małymi kopułami. W dzwonnicach znajdują się trzy dzwony pochodzące z 1680, 1762 i 1880.

## Dzieła sztuki
Obraz tytularny kościoła, namalowany został przez Virgilio Monti w 1910. Niektóre obrazy i posągi, które wcześniej znajdowały się w XVII-wiecznym kościele, przechowywane są obecnie w zakrystii.  

## Ochrona dziedzictwa kulturowego
Kościół został wpisany 28 marca 2014 do National Inventory of the Cultural Property of the Maltese Islands pod numerem 2305.